# Evenus (bướm)
Evenus là một chi bướm ngày thuộc họ Lycaenidae, với các loài phân bố từ Bắc đến Nam Mỹ.

## Các loài
- Evenus regalis (Cramer, [1775]) Type
- Evenus coronata (Hewitson, 1865)
- Evenus gabriela (Cramer, 1775)
- Evenus batesi (Hewitson, 1865)
- Evenus candidus (Druce, 1907)
- Evenus sponsa (Möschler, 1877)
- Evenus sumptuosa (Druce, 1907)
- Evenus tagyra (Hewitson, 1865)
- Evenus floralia (Druce, 1907)
- Evenus temathea (Hewitson, 1865)
- Evenus satyroides (Hewitson, 1865)
- Evenus latreillii (Hewitson, 1865)

## Hình ảnh

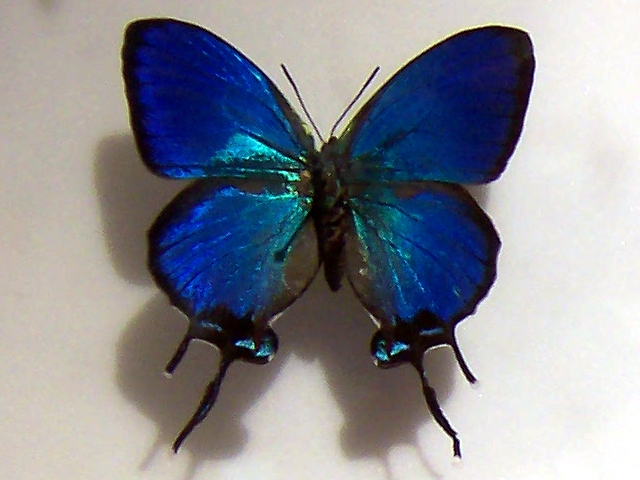
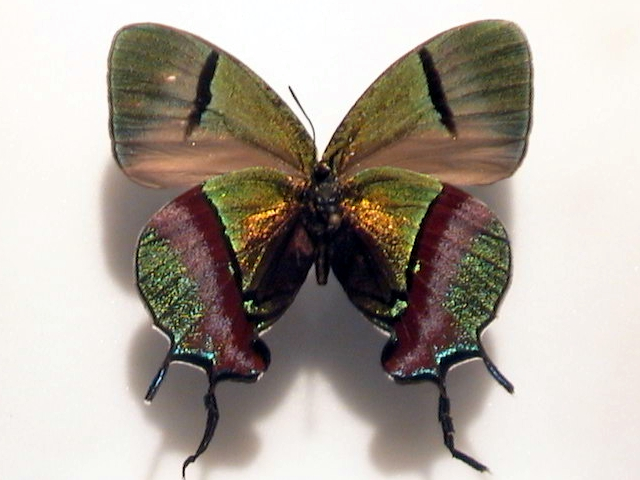